# Avantguarda ucraïnesa
L'avantguarda ucraïnesa és un terme utilitzat per a referir-se a les metamorfosis més innovadores de l'art ucraïnés des de finals de la dècada de 1890 fins a mitjans dels anys trenta juntament amb els artistes associats. Es tracta de l'art ucrainés alineat amb l'avantguarda internacional en camps com l'escultura, pintura, literatura, cinema, teatre, escenografia, gràfics, música, arquitectura. Alguns artistes d'avantguarda ucraïnesos són Kazimir Malevich, Alexander Archipenko, Vladimir Tatlin, Sonia Delaunay, Vassil Iermílov, Alexander Bogomazov, Aleksandra Ekster, David Burliuk, Vadym Meller o Anatol Petrytsky. Un dels primers usos del terme avantguarda ucraïnesa pel que fa a la pintura i l'escultura durant la censura soviètica va ser en la discussió artística a l'exposició dels somnis de Tatlin, comissariada per l'historiador d'art parisenc Andréi Nakov, a Londres, l'any 1973, que mostrava obres dels artistes ucraïnesos. Vassil Iermílov i Alexander Bogomazov. Les primeres exposicions internacionals d'avantguarda a Ucraïna, que van incloure artistes francesos, italians, ucraïnesos i russos, van tindre lloc a Odessa i Kíev al Saló Izdebsky; més tard les peces es van mostrar a Sant Petersburg i Riga. La portada de "Izdebsky Salon 2" (1910–11) contenia treballs abstractes de Vassili Kandinski.
El primer grup artístic formal que es va anomenar Avanguarda es va fundar a Khàrkiv el 1925.